# Megatone Records
Megatone Records est un label musical indépendant créé à San Francisco en 1981 par Patrick Cowley et Marty Blecman. Il a eu une place importante sur la scène dance avec la sortie de "Megatron Man" de Patrick Cowley.
À la mort de ce dernier Marty fut à la tête de ce label jusqu'à ce qu'il meure du sida en 1991.
Il est suivi par John Hedges et Terrence M. Brown. Au milieu des années 90 le label est à Hollywood.

## Artistes
- Patrick Cowley
- Modern Rocketry
- Jeanie Tracy
- Sylvester
- Paul Parker

## Discographie

### Albums
- Sylvester – Someone Like You (1986)
- Patrick Cowley – Megatron Man (LP 1981 - r1001)
- Paul Parker – Right On Target ()
- Sylvester – Band Of Gold (Maxi MT-114)
- Patrick Cowley feat. Sylvester – Do Ya Wanna Funk 12"

### Maxis
- MT-101 Paul Parker (1982)
  - Right On Target – 6:17
  - Pushin' Too Hard – 5:55

- MT-102 Patrick Cowley featuring Sylvester (1982)
  - Do Ya Wanna Funk (en) – 6:47
  - Do Ya Wanna Funk (Instrumental) – 6:47
  - Do Ya Wanna Funk (Radio Edit) – 3:29

- MT-103 Patrick Cowley
  - Menergy – 8:32
  - I Wanna Take You Home – 7:39
  - Tommy Williams' Megamedley – 13:48

- MT-104 Patrick Cowley (1983)
  - Goin' Home (Remix Dub) – 8:38
  - Tech-No-Logical World (Instrumental) – 7:27

- MT-105 Sarah Dash (1983)
  - Low Down Dirty Rhythm – 6:40
  - Low Down Dirty Rhythm (Instrumental) – 7:10
  - Low Down Dirty Rhythm (Radio Edit) – 4:04

- MT-106 Sylvester (1983)
  - Don't Stop – 6:51
  - Hard Up – 4:39

- MT-107 Paul Parker (1983)
  - Shot In The Night – 6:03
  - Shot In The Night – 3:20

- MT-108 Sylvester (1983)
  - Tell Me (Remix)
  - All I Need

- MT-109 Queen Samantha (1983)
  - Close Your Eyes (Remix) – 6:44
  - Summer Dream – 5:53

- MT-110 Modern Rocketry (1983)
  - (I'm Not Your) Steppin' Stone – 5:29
  - I'm Gonna Make You, You Want Me – 5:08
  - I'm Gonna Make You, You Want Me (Instrumental) – 4:13

- MT-111 Magda Layna (1983)
  - When Will I See You Again – 6:10
  - When Will I See You Again (Instrumental) – 6:10
  - When Will I See You Again (Elevator Mix) – 2:08

- MT-112 Sarah Dash (1983)
  - Lucky Tonight – 6:06
  - Lucky Tonight (Instrumental) – 6:06
  - Lucky Tonight (Radio Edit) – 3:37

- MT-113 –
- MT-114 Sylvester (1983)
  - Band Of Gold – 7:30
  - Band Of Gold (Dub) – 4:53
  - Band Of Gold (Radio Edit) – 3:52

- MT-115 Earlene Bentley (1983)
  - The Boys Come To Town – 8:04
  - The Boys Come To Town – 8:10

- MT-116 S.F.X. (1983)
  - Lightning Strikes

- MT-117 Kenny James (1983)
  - Can't Keep Holding On
  - Gimme A Little Sign – 6:22

- MT-118 Jo-Lo (1983)
  - Violation – 5:06
  - On Hold – 5:56

- MT-119 Le Jeté (1983)
  - La Cage Aux Folles – 5:41
  - La Cage Aux Folles (Instrumental) – 4:55

- MT-120 Sylvester (1983)
  - Trouble In Paradise (Remix)
  - Too Late

- MT-121 –
- MT-122 –
- MT-123 Modern Rocketry (1983)
  - The Right Stuff – 4:13
  - The Right Stuff (Dub) – 4:59

- MT-124 Billy Preston (1984)
  - Any Dance – 5:41
  - Kick It – 5:46

- MT-125 Jeanie Tracy (1984)
  - Time Bomb – 7:09
  - Sing Your Own Song – 5:10

- MT-126 Sylvester (1984)
  - Trouble In Paradise (Remix) – 7:54
  - Too Late – 5:15

- MT-127 –
- MT-128 Sylvester (1984)
  - Good Feelin' – 6:20
  - Call Me (Remix) – 6:20

- MT-129 Scherrie Payne (1984)
  - One Night Only – 6:35
  - One Night Only (Dub) – 6:32

- MT-130 Sylvester (1984)
  - Rock The Box (Dance Version) – 5:02
  - Rock The Box (Drum Box) – 2:42
  - Rock The Box (Dub Box) – 6:42
  - Rock The Box (Radio Edit) – 3:59

- MT-131 Jo-Lo (1984)
  - Last Call – 6:50
  - Last Call (Instrumental Dub) – 5:45

- MT-132 Carl Lewis (1984)
  - Goin' For The Gold

- MT-133 Sylvester (1984)
  - Take Me To Heaven (Ian Levine Remix) – 10:55
  - Sex (Ian Levine Remix) – 9:20

- MT-134 Sylvester (1985)
  - Lovin' Is Really My Game (Remix) – 6:48
  - Taking Loving Into My Own Hands (Remix) – 8:32

- MT-135 Jeanie Tracy (1985)
  - Don't Leave Me This Way – 6:21
  - Don't Leave Me This Way (Instrumental) – 6:43

- MT-136 –
- MT-137 Modern Rocketry (1985)
  - Cuba Libre (Remix)
  - Thank God For Men (Remix)

- MT-138 Sylvester (1986)
  - Living For The City – 7:57
  - Living For The City (Dub) – 5:29
  - Living For The City (Radio Edit) – 4:13

- MT-139 Modern Rocketry (1986)
  - Homosexuality (Remix) – 7:02
  - Homosexuality (Instrumental Remix) – 7:58

- MT-140 Linda Imperial & Patrick Cowley
  - Die Hard Lover

- MT-141 Joan Faulkner
  - I Don't Want To Talk About The Weather

- MT-142 Nick John
  - Planet Nine (Club Mix) – 6:55
  - Planet Nine (Instrumental) – 6:58
  - Planet Nine (Bonus Dub) – 4:47

- MT-143 Jo-Lo
  - Soul – 6:58
  - Soul (Instrumental) – 4:54

- MT-144 Frank Loverde & Manifestation (1987)
  - Love Take Me High – 7:21
  - Love Take Me High (Instrumental) – 7:21

- MT-145 Modern Rocketry (1987)
  - I Feel Love Coming – 5:08
  - I Feel Love Coming (Power Play Edit) – 3:47
  - I Feel Love Coming (Instrumental) – 5:01

- MT-146 Patrick Cowley (1987)
  - Megatron Man '87 – 6:53
  - If You Feel It – 7:35
  - Megatron Man (Radio Edit) – 4:02

- MT-147 Nick John (1987)
  - Lost In A Dream (The Nick Mix) – 7:34
  - Lost In A Dream (Power Radio) – 3:50
  - Lost In A Dream (Club Mix) – 6:20
  - Lost In A Dream (Instrumental) – 4:39

- MT-148 Jo-Carol & Modern Rocketry (1987)
  - Born to Be Wild /Into The Future – 6:35
  - Born To Be Wild/Into The Future (Extended Mix) – 6:49
  - Born To Be Wild/Into The Future (Power Radio) – 4:12

- MT-149 Modern Rocketry
  - Deeper N' Deeper (Ultimix) – 6:30
  - Deeper N' Deeper (Monogamy Mix) – 5:49
  - Deeper N' Deeper (Radio Mix) – 4:09

- MT-150 Jo-Carol & Morocco
  - Earthquake

- MT-151 Nick John
  - All I Want Is You (Club Mix) – 7:37
  - All I Want Is You (Razormaid Mix) – 7:06
  - All I Want Is You (Rhythm Radio Mix) – 4:03

- MT-152 Sisley Ferre
  - Give Me Your Love (Ultimix Remix) – 7:13
  - Open Your Eyes (Ultimix Remix) – 7:10

- MT-153 Modern Rocketry
  - Spooky (Haunted House Ultimix) – 6:43
  - Spooky (Club Mix) – 7:20
  - Spooky (Radio Edit) – 4:08

- MT-154 Jo-Carol (1988)
  - You Turn Me On

- MT-155 Jackson Moore (1988)
  - One Look (Ultimix Club Version) – 7:25
  - One Look (Dub) – 6:20
  - One Look (Radio Edit) – 3:54

- MT-156 Modern Rocketry (1988)
  - Reach For The Stars

- MT-157 Debbie Jacobs-Rock (1988)
  - I Need Somebody – 6:52
  - I Need Somebody (Instrumental) – 5:56
  - I Need Somebody (Radio Edit) – 4:12

- MT-158 Nick John (1988)
  - Wild Thing – 6:16
  - Wild Thing (Dub) – 4:59

- MT-159 Jeanie Tracy (1988)
  - Let's Dance (Jeanie's Hellabad Mix) – 6:16
  - Let's Dance (Jeanie's Hellacool Mix) – 7:18
  - Let's Dance (Jeanie's Hellaradio Mix) – 4:07

- MT-160 David Diebold & Co. (1988)
  - Set Me Free (Male Vocal Version) – 6:59
  - Set Me Free (Female Vocal Version) – 6:54

- MT-161 Oh L'Amour & Modern Rocketry (1988)
  - No More Tears (B'way Hotel Mix) – 5:55
  - No More Tears (Suicide Mix) – 1:24
  - No More Tears (Sir Arthur Mix) – 5:34
  - No More Tears (Full Metal Mix) – 5.58

- MT-162 Modern Rocketry (1988)
  - Give It All You Got (Running Mix) – 7:15
  - Give It All You Got (Stripped Down Mix) – 7:15

- MT-163 Eastbound Expressway (1988)
  - Whiplash (Nightmare USA Remix) – 7:10
  - Whiplash (Fender Bender Dub Mix) – 6:15

- MT-164 Modern Rocketry (1988)
  - Get Ready (Fasten Your Seat Belt Mix) – 6:59
  - Get Ready (Power Radio Mix) – 4:00
  - LCD7 (Bonanza Cuts) – 4:10

- MT-165 Croisette
  - Do You Know the Way to San José – 8:57
  - My Hands Are Tied – 8:43

- MT-166 Evelyn Thomas (1989)
  - This Is Madness

- MT-167 David Diebold & Co. featuring Kim ** Cataluna
  - The Way We Were – 7:21
  - The Way We Were (Instrumental) – 5:15

- MT-168 Patrick Cowley (1989)
  - Mind Warp (Remix) – 7:59
  - Invasion – 6:20
  - Pushin' To Hard (Vocals by Paul Parker) – 5:55

- MT-169 Flirtations
  - Back On My Feet Again

- MT-170 Brenda Reid & The New Exciters
  - Reaching For The Very Best – 7:02
  - Reaching For The Very Best (Highland Room Dub Mix) – 6:59

- MT-171 Angela Bowie
  - Obsession (Belearic Beat Boys Mix) – 7.57
  - Obsession (Stardust Dub) – 8.05

- MT-172 Diebold & Co.
  - U.S. NRG (Club Mix) – 5:55
  - U.S. NRG (Aerobics High Impact Mix) – 5:55

- MT-173 Azure
  - Can't Steal My Love – 6:17
  - Can't Steal My Love (Pushed To The Limit Mix) – 8:10

- MT-174 Secret Ties
  - You Can Lick It (Club Version) – 7:37
  - You Can Lick It (Aerobic Version) – 8:05
  - You Can Lick It (Radio Edit) – 3:30

- MT-175 Kelly Marie
  - Stealing My Time – 7:11
  - Stealing My Time (Saturday Dub Mix) – 5:46

- MT-176 Sylvester
  - I Need Love (Remix)

- MT-177 Nick John
  - We Stand Together – 6:39
  - We Stand Together (Instrumental) – 5:34

- MT-178 Jo-Carol & Leo
  - Jump Up For Love (Vocal House Mix) – 6:57
  - Jump Up For Love (Aerobic Mix) – 6:07
  - Jump Up For Love (Go For The Burn Mix) – 4:43

- MT-179 Touch-N-Go (1990)
  - Let The Rhythm Move You (Club Mix) – 6:35
  - Let The Rhythm Move You (Hi-Impact Gym) – 6:14

- MT-180 Azure (1990)
  - You're The One (Club Mix) – 6:47
  - You're The One (Dub Mix) – 6:25
  - You're The One (Aerobics) – 5:50

- MT-181 David Diebold & Kim Cataluna (1990)
  - White Rabbit (Club Mix) – 6:18
  - White Rabbit (Instrumental Dub Mix) – 4:20
  - White Rabbit (Radio Version) – 3:05
  - White Rabbit (Classic LP Version) – 3:21

- David Diebold & Kim Cataluna (1990)
  - Last Word (On Love) (Extended Mix) – 5:45

- David Diebold & Kim Cataluna featuring Ernest Kohl
  - Dance Right Back Into Heaven (Club Mix) – 6:41
  - Dance Right Back Into Heaven (Instrumental Dub Mix) – 5:37

- MT-182 Touch-N-Go (1990)
  - If I Were Venus

- MT-183 Sylvester (1991)
  - Menergy (Remix) – 7:04
  - I'm Not Ready

- MT-184 Diebold & Cataluna (1991)
  - Last Word (On Love)
  - Sex Technology

- MT-185 Azure (1991)
  - For You And Only You (Vocal Mix) – 6:47
  - For You And Only You (Hi-NRG Dance Mix) – 6:28
  - For You And Only You (Power Radio Mix) – 3:41

- MT-186 –
- MT-187 Johnny Morales (1991)
  - Heart Of Stone

- MT-188 Ellyn Harris featuring Ernest Kohl (1991)
  - I Specialize In Love

- MT-189 –
- MT-190 Linda Imperial
  - Killing Me Softly

- MT-191 –
- MT-192 Linda Imperial
  - Get Here

- MT-193 Ernest Kohl
  - Can We Try Again – 7:20
  - Can We Try Again – 8:01
  - Hold On To Life – 7:10
  - Hold On To Life – 7:14